# 로라 쿤스버그
로라 쿤스버그(영어: Laura Kuenssberg, 1976년 ~ )는 영국 스코틀랜드의 언론인이다. 에든버러 대학교에서 역사학을, 조지타운 대학교에서 언론학을 전공했다. 현재 BBC 뉴스의 정치부 편집장이다.